# Euchromia niphosticha
Euchromia niphosticha là một loài bướm đêm thuộc phân họ Arctiinae, họ Erebidae.